# Homoglifo
En ortografía y tipografía, un homoglifo es uno de dos o más grafemas, caracteres, o glifos con formas que aparentan ser idénticas o no pueden distinguirse mediante una inspección visual rápida. Esta denominación también se aplica a las secuencias de caracteres que comparten estas propiedades.
El antónimo es el neologismo sinóglifo, el cual se refiere a los glifos que difieren en apariencia pero representan la misma cosa. Los sinóglifos también se conocen como variantes de visualización. El término homógrafo se utiliza a veces como sinónimo de homoglifo, sin embargo, en el sentido lingüístico habitual los homógrafos son palabras que se escriben igual pero tienen significados diferentes: una propiedad de las palabras, no de los caracteres.
En 2008, el Consorcio Unicode publicó su Informe Técnico n.º 36 en el que se mencionan diversos problemas derivados de la semejanza visual entre glifos de un mismo sistema de escritura y entre glifos de sistemas de escritura distintos (p. ej., el latino y el cirílico).
Las familias tipográficas que contienen homoglifos se consideran inadecuadas para escribir y exhibir fórmulas, URL, código fuente, identificadores numéricos y otros tipos de texto donde los caracteres no siempre pueden distinguirse mediante el contexto.

## 0 y O; 1, l e I
Existen dos importantes conjuntos de homoglifos que se utilizan cotidianamente: el dígito cero y la o mayúscula (0 y O) y el dígito uno, la letra ele minúscula y la letra i mayúscula (1, l y I). En la época de las máquinas de escribir había poca o nula diferencia visual entre estos glifos (esto se puede apreciar en el diseño de tipos al estilo Courier, por ejemplo) y algunos mecanógrafos los utilizaban indistintamente, a modo de atajos de teclado. De hecho, la mayoría de teclados carecían de una tecla para el dígito 1, requiriendo que los usuarios escribieran la letra l en cambio, y algunos también omitieron el 0. Cuando estos mecanógrafos pasaron a ser operadores de computadoras en las décadas de 1970 y 80, sus hábitos mecanográficos permanecieron con ellos en su profesión nueva, provocando que, en algunos libros producidos con composición tipográfica digital, se utilizaran los caracteres equivocados según el contexto.
Los diseñadores tipográficos de hoy en día realizan una cuidadosa distinción entre estos homoglifos, normalmente dibujando el dígito cero más estrecho y el dígito uno con serifas prominentes. Las primeras impresiones por computadora fueron más allá incluso y marcaban el cero con una barra o un punto (rasgo que todavía está presente en algunos tipos de letra monoespaciados), lo que creó un nuevo conflicto implicando la letra escandinava Ø y la griega Φ (fi). Debido a las consideraciones de diseño tipográfico actuales, pensadas para diferenciar con mayor claridad estos homoglifos, además de la disminución de los mecanógrafos de la época de las máquinas de escribir, han reducido la proliferación de estos errores específicos.

## Homoglifos por combinaciones de letras
En algunos casos, ciertos pares de letras pueden lucir similares a glifos individuales: por ejemplo, rn puede parecerse a m, cj a g, cl a d y vv a w, en especial si se utilizan tipos de letra condensados o con kerning (interletraje) reducido.